# Karine Berger
Pour les articles homonymes, voir Berger (homonymie).
Karine Berger, née le 11 mars 1973 à Limoges, est une femme politique. Économiste, directrice d'entreprise, elle est députée socialiste de la première circonscription des Hautes-Alpes de 2012 à 2017.

## Biographie
Karine Berger naît et grandit à Limoges, dans une famille de professeurs de mathématiques,.

### Études
Après une classe préparatoire scientifique au lycée Louis-le-Grand, elle entre en 1993 à l'École polytechnique, dont elle est diplômée en 1996. Elle choisit alors de rejoindre le service de l'État, dans le corps des administrateurs de l'Insee, dont elle est nommée élève-administrateur en 1996. 
Durant sa formation de fonctionnaire-élève à l'École nationale de la statistique et de l'administration économique (promotion 1998), elle s'inscrit à l'Institut d'études politiques de Paris dont elle est diplômée (1998, section Service Public), et fréquente la Conférence Olivaint. Elle est également titulaire d'un DESS de droit public en économie de l'université Paris II.

### Carrière professionnelle
Titularisée administratrice de l'Insee au 1er juillet 1998, Karine Berger s'oriente vers l'économie et est nommée d'abord à la Direction de la Prévision, puis en 2000 devient responsable de la synthèse des projections macroéconomiques pour la France au ministère de l'Économie et des Finances. Elle participe à la création du modèle économique MESANGE. Elle est ensuite nommée à la Direction générale de la concurrence, de la consommation et de la répression des fraudes (DGCCRF) en 2002,. Elle rejoint l'Insee en 2004 comme responsable de la division de la synthèse conjoncturelle où elle assure notamment la responsabilité de la « Note de conjoncture ». De 2007 à 2008, elle travaille à nouveau à la Direction du Budget au ministère.
Karine Berger rejoint en 2008 la société Euler Hermes, spécialiste de l'assurance-crédit, comme directrice des études économiques, membre du comité de direction, et devient directrice de la stratégie et du marketing international. En 2011, elle rejoint le groupe Canal+ en tant que directrice du pilotage de la performance et de l'analyse prospective,, et membre du comité de direction Distribution.
En janvier 2020 elle devient secrétaire générale de l'Insee. Elle fait face à la "mobilisation des syndicats" évoquant "des dérives inédites" et réclamant l’intervention de l’inspection du travail, après des "mesures arbitraires contre des militants syndicaux" et l'arrêt de travail en 2024 d'un cadre proche de la retraite, invectivé par elle "devant une vingtaine de personnes", qui a demandé au tribunal administratif la "qualification de ce traumatisme en accident du travail".

## Carrière politique

### Rôles au Parti socialiste
Karine Berger adhère au Parti socialiste en janvier 2000,. Elle est membre fondateur de la Convention pour la sixième République (C6R), fondée par Arnaud Montebourg en 2001 et membre du bureau. Elle est membre du Conseil national du PS depuis 2005. De 2008 à 2012, elle est première fédérale de la fédération des Hautes-Alpes d'où sa famille maternelle est originaire,. 
En 2012, elle participe à l'élaboration du programme économique de François Hollande pour l'élection présidentielle,,, dont elle devient l'un des émissaires auprès des détenteurs étrangers de la dette française (banques, fonds de pension, assureurs) durant la campagne. La formule « Mon véritable adversaire, c'est le monde de la finance », phrase-clé du discours du Bourget de la campagne présidentielle de François Hollande, lui est attribuée par plusieurs médias,.
De 2012 à 2015, elle est secrétaire nationale du Parti socialiste à l'Économie.
Lors du congrès de Poitiers de 2015, elle est la première signataire de la motion « La Fabrique » qui obtient 9,5 % des voix. Pour le choix du premier secrétaire, ne pouvant se maintenir, elle soutient Jean-Christophe Cambadélis.
Elle est chargée du pôle « Idées et projet » dans la campagne de Vincent Peillon pour la primaire citoyenne de 2017. Elle est également membre de son comité politique. La primaire étant remportée par Benoît Hamon, elle se range à ses côtés lors de sa convention d'investiture.

### Députée des Hautes-Alpes
Après avoir été désignée par les militants de la fédération PS des Hautes-Alpes, Karine Berger est investie par le Parti socialiste comme candidate aux élections législatives françaises de 2007 dans la première circonscription des Hautes-Alpes (battue par Henriette Martinez, UMP, qui a recueilli 51,77 % des suffrages exprimés).
Lors des élections législatives françaises de 2012, elle est élue députée avec 54,71 % des suffrages exprimés contre 45,29 % à Jean Cointe (UMP).
Karine Berger devient membre de la Commission des finances, de l'économie générale et du contrôle budgétaire de l'Assemblée nationale où elle travaille en défendant une position néo-keynésienne de l'économie. Elle est également membre des groupes d’amitié parlementaires France-Liban, France-Australie et France-Italie. En 2014, elle est par ailleurs désignée parmi les parlementaires pour participer au Groupe de travail sur l'avenir des institutions dit « Commission Bartolone Winock ». Cette commission rend son rapport en octobre 2015.
Elle est particulièrement active à l’Assemblée sur les lois concernant l’économie et la finance (compétitivité, Banque publique d'investissement, loi de finances),.
En 2013, Karine Berger est la rapporteure du Projet de loi de séparation et de régulation des activités bancaires », projet jugé en l'état insuffisant par un certain nombre de députés[Combien ?], et d'économistes de gauche, tel que Frédéric Lordon. Selon Le Monde et Rue89, la plus grande partie des députés comme des médias en sont au contraire satisfaits,.
Début 2015, elle émet des réserves sur certains aspects de la  loi Macron ,. Elle critique aussi le recours au 49.3 pour faire adopter le texte, sans toutefois voter la motion de censure qui s'ensuivit.
En 2016, elle est rapporteure de la Mission d’information sur l’extraterritorialité du droit américain. Avec le président de la mission Pierre Lellouche, elle rend en octobre de la même année leurs conclusions : le rapport appelle à davantage sauvegarder les intérêts des entreprises et citoyens français, en agissant pour la préservation de la souveraineté juridique française et européenne, face à certaines pratiques administratives et préjudiciaires américaines.
Candidate à sa réélection lors des élections législatives de 2017, elle est investie par les militants PS, mais échoue au premier tour.

### Autres fonctions dans les Hautes-Alpes
Elle a été conseillère municipale  à la mairie de Gap, de 2014 à 2018, et conseillère d'agglomération de 2014 à 2018, face au maire sortant Roger Didier (DVD ex-PRG). Elle est battue aux élections départementales de mars 2015.

### Autres sujets d'intérêt
Elle s'intéresse à la peinture du XVe siècle et au compositeur Olivier Messiaen. Elle préside l'association Olivier Messiaen au pays de la Meije, qui participe à l'organisation d'un festival annuel de concerts. En outre, elle s'intéresse à l'histoire des sciences, en particulier du calcul des probabilités,. Elle est pilote d'avion.

## Ouvrages
- Les Trente Glorieuses sont devant nous, coécrit avec Valérie Rabault, éditions Rue Fromentin, 2011,  (ISBN 978-2919547036).
- La France contre-attaque. Ces entreprises qui inventent le millénaire, coécrit avec Valérie Rabault, éditions Odile Jacob, 2013,  (ISBN 978-2738128560).
- Contre la mort de la gauche, coécrit avec Yann Galut, Valérie Rabault et Alexis Bachelay, éd. Cohérence socialiste, 2014, 140 p.
- La Culture sans État : De Modiano à Google, coécrit avec Manuel Alduy et Caroline Le Moign, éditions Odile Jacob, 2016,  (ISBN 978-2738134578) [43].